# Hofanlage Dalsper 6
Die Hofanlage Dalsper 6 im niedersächsischen Elsfleth-Dalsper im Landkreis Wesermarsch stammt aus dem 20. Jahrhundert.

Aktuell (2023) wird sie als Wohnhaus und landwirtschaftlich genutzt.
Die Gebäude stehen unter Denkmalschutz (siehe auch Liste der Baudenkmale in Dalsper).

## Beschreibung und Geschichte
Die Marschhufensiedlung Moorriem mit der mittigen Bauerschaft Dalsper erstreckt sich über etwa 16 Kilometer, wurde nach 1062 gegründet und erhielt im 14. Jahrhundert die heutige Struktur mit den schmalen, oft extrem langgestreckten Parzellen. Im Abstand von ca. 50 bis 100 Metern liegen zahlreiche Hofstellen auf Wurten.
Die Hofanlage auf einer Wurt besteht aus:
- dem eingeschossigen giebelständigen Wohn- und Wirtschaftsgebäude vom Anfang des 20. Jahrhunderts als Vierständer-Hallenhaus in Backsteinaußenmauern mit reetgedecktem Krüppelwalmdach, Niedersachsengiebeln, der Grooten Door sowie Rahmungen der Bögen und ansteigendem stilisierten Konsolfries am Giebel,[2]
  - dem Stallanbau in Backstein mit Krüppelwalmdach an der südlichen Traufseite des Wirtschaftsgiebels
- der Allee aus alten markanten Linden entlang der dammartig erhöhten Hofzufahrt; die Zufahrt ist später mit neuerem Material gepflastert worden,
- sowie weiteren nicht denkmalgeschützten Nebenanlagen.

Das Landesdenkmalamt befand: „… geschichtliche und städtebaulichen Bedeutung … die aneinandergereihten Höfe Dalsper 4–16. In ortstypischer Weise zeigen die Wirtschaftsgiebel der fünf parallel stehenden Hallenhäuser nach Osten und zum Marschland … beispielhaft die Siedlungsstruktur und -geschichte von Moorriem. …“